# Grand Prix na Żużlu 2011
Grand Prix IMŚ 2011 (SGP) – siedemnasty sezon walki najlepszych żużlowców świata o medale w formule Grand Prix. W sezonie 2011 o tytuł walczyło 16 zawodników, w tym 1 zawodnik z „dziką kartą”.

## Uczestnicy Grand Prix
Zawodnicy z numerami 1-15 w sezonie 2011 wystartowali we wszystkich turniejach (ośmiu z Grand Prix 2010, trzech z eliminacji do GP 2011 oraz czterech nominowanych przez Komisję Grand Prix; ang. SGP Commission). Dodatkowo na każdą rundę Komisja Grand Prix przyznawała „dziką kartę” oraz dwóch zawodników zapasowych (rezerwy toru). Zawodnicy z czołowych miejsc z eliminacji do GP 2011 (nie premiowanych awansem) zostali przez Komisję Grand Prix wpisani na listę kwalifikowanej rezerwy (zawodnicy kwalifikowanej rezerwy), który w wyniku np. kontuzji zastępowali stałego uczestnika cyklu w danej rundzie.

### Stali uczestnicy
- (1)  Tomasz Gollob – mistrz świata 2010
- (2)  Jarosław Hampel – wicemistrz świata 2010
- (3)  Jason Crump – II wicemistrz świata 2010
- (4)  Rune Holta – 4. miejsce w Grand Prix 2010
- (5)  Greg Hancock – 5. miejsce w Grand Prix 2010
- (6)  Chris Harris – 6. miejsce w Grand Prix 2010
- (7)  Kenneth Bjerre – 7. miejsce w Grand Prix 2010
- (8)  Chris Holder – 8. miejsce w Grand Prix 2010
- (9)  Andreas Jonsson – stała dzika karta
- (10)  Nicki Pedersen – stała dzika karta
- (11)  Fredrik Lindgren – 3. miejsce w GP Challenge 2010
- (12)  Emil Sajfutdinow – stała dzika karta
- (13)  Artiom Łaguta – 1. miejsce w GP Challenge 2010
- (14)  Antonio Lindbäck – 2. miejsce w GP Challenge 2010
- (15)  Janusz Kołodziej – stała dzika karta
- (16) – dzika karta
- (17) – rezerwa toru
- (18) – rezerwa toru

### Stali rezerwowi
- (19)  Magnus Zetterström – 5. miejsce w GP Challenge 2010
- (20)  Tomas H. Jonasson – 6. miejsce w GP Challenge 2010
- (21)  Niels-Kristian Iversen – 8. miejsce w GP Challenge 2010
- (22)  Andrij Karpow – 9. miejsce w GP Challenge 2010
- (23)  Grigorij Łaguta – 11. miejsce w GP Challenge 2010
- (24)  Simon Stead – 12. miejsce w GP Challenge 2010

## Kalendarz 2011
| Lp. | Data           | Grand Prix        | Stadion              | Miasto       | Zwycięzca       |        |
| --- | -------------- | ----------------- | -------------------- | ------------ | --------------- | ------ |
| 1   | 30 kwietnia    | Europy            | im. Alfreda Smoczyka | Leszno       | Nicki Pedersen  | Wyniki |
| 2   | 14 maja        | Szwecji           | Ullevi               | Göteborg     | Chris Holder    | Wyniki |
| 3   | 28 maja        | Czech             | Stadion Markéta      | Praga        | Greg Hancock    | Wyniki |
| 4   | 11 czerwca     | Danii             | Parken               | Kopenhaga    | Tomasz Gollob   | Wyniki |
| 5   | 25 czerwca     | Wielkiej Brytanii | Millennium Stadium   | Cardiff      | Greg Hancock    | Wyniki |
| 6   | 30 lipca       | Włoch             | Terenzano Stadium    | Terenzano    | Andreas Jonsson | Wyniki |
| 7   | 13 sierpnia    | Skandynawii       | Målilla Motorstadion | Målilla      | Jarosław Hampel | Wyniki |
| 8   | 27 sierpnia    | Polski I          | Motoarena            | Toruń        | Andreas Jonsson | Wyniki |
| 9   | 10 września    | Nordyckie         | Vojens Stadium       | Vojens       | Greg Hancock    | Wyniki |
| 10  | 24 września    | Chorwacji         | Stadion Millenium    | Goričan      | Andreas Jonsson | Wyniki |
| 11  | 8 października | Polski II         | im. Edwarda Jancarza | Gorzów Wlkp. | Greg Hancock    | Wyniki |

## Wyniki i klasyfikacje

### Grand Prix
| Zawodnik zakwalifikowany do przyszłorocznego GP |
| Stali uczestnicy                                |
| Dzika karta, stali rezerwowi, rezerwa toru      |

| Lp.                         | Zawodnik                    | Suma | EUR | SWE | CZE | DNK | GBR | ITA | SCA | PL1 | NOR | HRV | PL2 |
|                             | (5) Greg Hancock            | 165  | 14  | 10  | 23  | 13  | 20  | 15  | 9   | 13  | 22  | 15  | 11  |
|                             | (9) Andreas Jonsson         | 125  | 5   | 6   | 8   | 7   | 10  | 17  | 19  | 20  | 8   | 18  | 7   |
|                             | (2) Jarosław Hampel         | 123  | 12  | 5   | 19  | 12  | 5   | 12  | 17  | 18  | 8   | 9   | 6   |
| 4                           | (3) Jason Crump             | 110  | 5   | 6   | 13  | 18  | 8   | 6   | 16  | 7   | 17  | 8   | 6   |
| 5                           | (1) Tomasz Gollob           | 106  | 18  | 6   | 17  | 20  | 7   | 5   | 3   | 12  | 5   | 5   | 8   |
| 6                           | (12) Emil Sajfutdinow       | 106  | 14  | 8   | 6   | 7   | 13  | 11  | 13  | 7   | 9   | 10  | 8   |
| 7                           | (7) Kenneth Bjerre          | 101  | 10  | 2   | 9   | 6   | 11  | 12  | 16  | 6   | 13  | 12  | 4   |
| 8                           | (8) Chris Holder            | 101  | 9   | 10  | 9   | 14  | 15  | 6   | 7   | 7   | 11  | 7   | 6   |
| 9                           | (11) Fredrik Lindgren       | 90   | 11  | 6   | 9   | 9   | 5   | 7   | 8   | 5   | 13  | 12  | 5   |
| 10                          | (10) Nicki Pedersen         | 89   | 17  | 4   | 9   | 7   | 16  | 3   | 3   | 6   | 10  | 4   | 10  |
| 11                          | (6) Chris Harris            | 74   | 7   | 4   | 3   | 7   | 6   | 6   | 10  | 0   | 5   | 19  | 7   |
| 12                          | (14) Antonio Lindbäck       | 72   | 1   | 9   | 6   | 5   | 3   | 17  | 7   | 12  | 6   | 3   | 3   |
| 13                          | (4) Rune Holta              | 53   | 9   | 1   | 7   | 6   | 1   | 5   | 4   | 8   | 3   | 9   | 0   |
| 14                          | (15) Janusz Kołodziej       | 50   | 8   | 9   | 1   | 3   | 7   | 10  | 1   | –   | 2   | 4   | 5   |
| 15                          | (13) Artiom Łaguta          | 28   | 0   | 1   | 2   | 7   | –   | –   | 1   | 1   | 9   | 4   | 3   |
| 16                          | (16) Darcy Ward             | 21   | –   | –   | –   | –   | –   | –   | –   | 15  | –   | –   | 6   |
| 17                          | (19) Magnus Zetterström     | 19   | –   | –   | –   | –   | 9   | 3   | –   | 7   | –   | –   | –   |
| 18                          | (16) Tomas H. Jonasson      | 17   | –   | 8   | –   | –   | –   | –   | 9   | –   | –   | –   | –   |
| 19                          | (16) Matej Žagar            | 14   | –   | –   | –   | –   | –   | 9   | –   | –   | –   | 5   | –   |
| 20                          | (16) Scott Nicholls         | 5    | –   | –   | –   | –   | 5   | –   | –   | –   | –   | –   | –   |
| 21                          | (16) Damian Baliński        | 4    | 4   | –   | –   | –   | –   | –   | –   | –   | –   | –   | –   |
| 22                          | (16) Matěj Kůs              | 3    | –   | –   | 3   | –   | –   | –   | –   | –   | –   | –   | –   |
| 23                          | (16) Bjarne Pedersen        | 3    | –   | –   | –   | –   | –   | –   | –   | –   | 3   | –   | –   |
| 24                          | (16) Mikkel B. Jensen       | 2    | –   | –   | –   | 2   | –   | –   | –   | –   | –   | –   | –   |
| 25                          | (17) Tai Woffinden          | 2    | –   | –   | –   | –   | 2   | –   | –   | –   | –   | –   | –   |
| 26                          | (17) Simon Gustafsson       | 1    | –   | 1   | –   | –   | –   | –   | ns  | –   | –   | –   | –   |
| 27                          | (18) Dennis Andersson       | 0    | –   | 0   | –   | –   | –   | –   | –   | –   | –   | –   | –   |
| Zawodnicy niesklasyfikowani |                             |      |     |     |     |     |     |     |     |     |     |     |     |
|                             | (17) Patryk Dudek           | —    | ns  | –   | –   | –   | –   | –   | –   | –   | –   | –   | –   |
|                             | (18) Maciej Janowski        | —    | ns  | –   | –   | –   | –   | –   | –   | –   | –   | –   | –   |
|                             | (17) Lukáš Dryml            | —    | –   | –   | ns  | –   | –   | –   | –   | –   | –   | –   | –   |
|                             | (18) Zdeněk Simota          | —    | –   | –   | ns  | –   | –   | –   | –   | –   | –   | –   | –   |
|                             | (17) Michael Jepsen Jensen  | —    | –   | –   | –   | ns  | –   | –   | –   | –   | –   | –   | –   |
|                             | (18) Kenni Larsen           | —    | –   | –   | –   | ns  | –   | –   | –   | –   | –   | –   | –   |
|                             | (18) Ben Barker             | —    | –   | –   | –   | –   | ns  | –   | –   | –   | –   | –   | –   |
|                             | (17) Mattia Carpanese       | —    | –   | –   | –   | –   | –   | ns  | –   | –   | –   | –   | –   |
|                             | (18) Guglielmo Franchetti   | —    | –   | –   | –   | –   | –   | ns  | –   | –   | –   | –   | –   |
|                             | (18) Linus Sundström        | —    | –   | –   | –   | –   | –   | –   | ns  | –   | –   | –   | –   |
|                             | (17) Piotr Pawlicki         | —    | –   | –   | –   | –   | –   | –   | –   | ns  | –   | –   | –   |
|                             | (18) Emil Pulczyński        | —    | –   | –   | –   | –   | –   | –   | –   | ns  | –   | –   | –   |
|                             | (17) Michael Jepsen Jensen  | —    | –   | –   | –   | –   | –   | –   | –   | –   | ns  | –   | –   |
|                             | (18) Mikkel Michelsen       | —    | –   | –   | –   | –   | –   | –   | –   | –   | ns  | –   | –   |
|                             | (17) Dino Kovacic           | —    | –   | –   | –   | –   | –   | –   | –   | –   | –   | ns  | –   |
|                             | (18) Matija Duh             | —    | –   | –   | –   | –   | –   | –   | –   | –   | –   | ns  | –   |
|                             | (17) Bartosz Zmarzlik       | —    | –   | –   | –   | –   | –   | –   | –   | –   | –   | –   | ns  |
|                             | (18) Kamil Pulczyński       | —    | –   | –   | –   | –   | –   | –   | –   | –   | –   | –   | ns  |
| Rezerwa kwalifikowana       |                             |      |     |     |     |     |     |     |     |     |     |     |     |
|                             | (21) Niels-Kristian Iversen | —    | –   | –   | –   | –   | –   | –   | –   | –   | –   | –   | –   |
|                             | (22) Andrij Karpow          | —    | –   | –   | –   | –   | –   | –   | –   | –   | –   | –   | –   |
|                             | (23) Grigorij Łaguta        | —    | –   | –   | –   | –   | –   | –   | –   | –   | –   | –   | –   |
|                             | (24) Simon Stead            | —    | –   | –   | –   | –   | –   | –   | –   | –   | –   | –   | –   |
| Lp.                         | Zawodnik                    | Suma | EUR | SWE | CZE | DNK | GBR | ITA | SCA | PL1 | NOR | HRV | PL2 |